# Saison 2014 de l'équipe cycliste Stuttgart

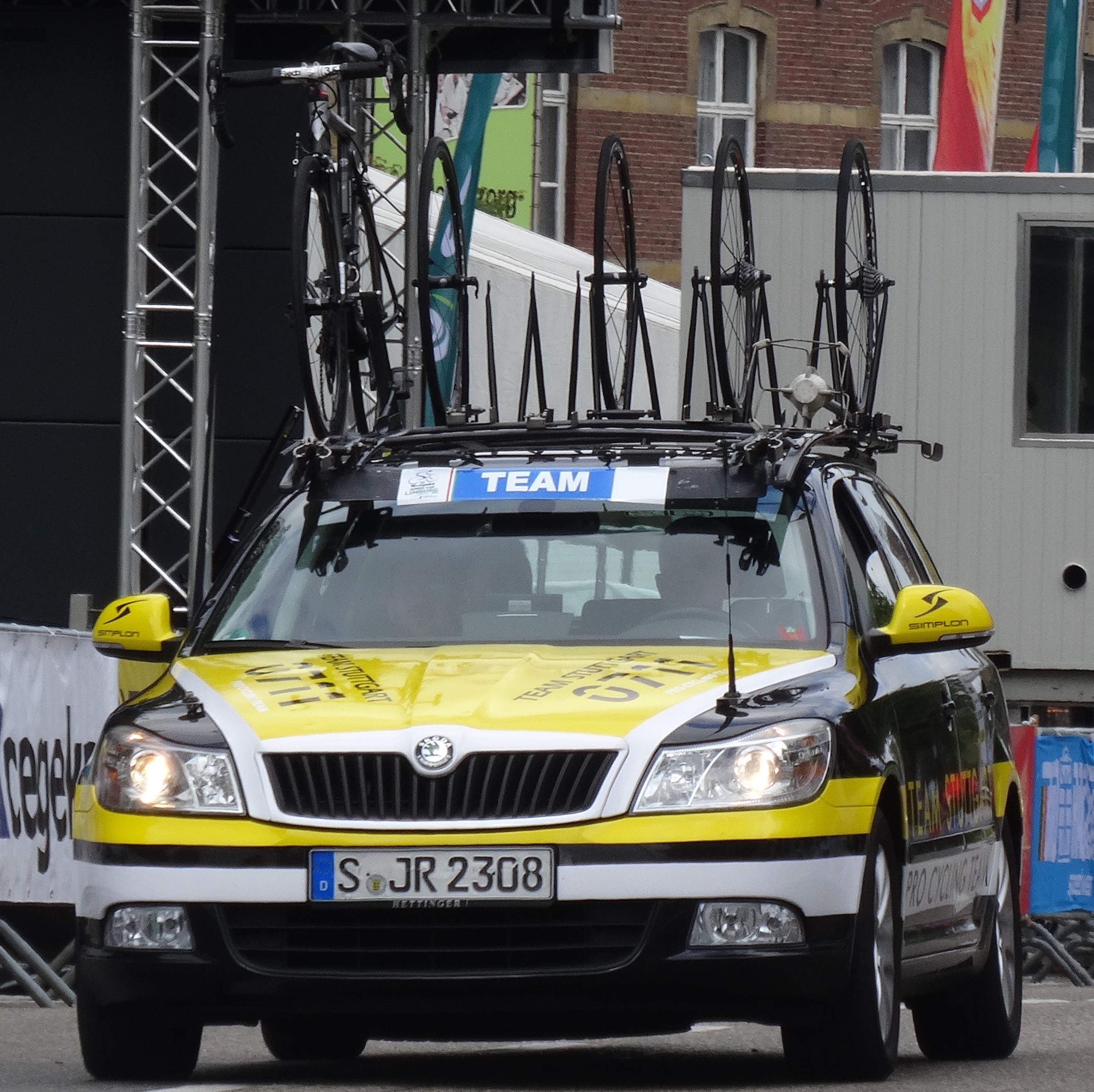
Une des voitures de l'équipe lors du Tour du Limbourg 2014.

La saison 2014 de l'équipe cycliste Stuttgart est la deuxième de l'équipe mais la première en tant qu'équipe continentale.

## Préparation de la saison 2014

### Arrivées et départs
| Arrivées          | Équipe 2013       |
| ----------------- | ----------------- |
| Jack Cummings     | Thüringer Energie |
| Nikodemus Holler  | Thüringer Energie |
| Alexander Krieger | Rad-net Rose      |
| Christopher Muche | Rad-net Rose      |
| Florian Nowak     |                   |
| Martin Reinert    |                   |
| Tino Thömel       | NSP-Ghost         |
| Max Walsleben     | Nutrixxion Abus   |

| Départs          | Équipe 2014     |
| ---------------- | --------------- |
| Stephan Bawey    |                 |
| Jonas Engel      |                 |
| Kilian Pfeffer   |                 |
| Sascha Schneider | Lutz            |
| Timur Selvi      | MLP Bergstrasse |
| Jonas Tenbruck   | Racing Students |
| Simon Walker     |                 |

## Coureurs et encadrement technique

### Effectif

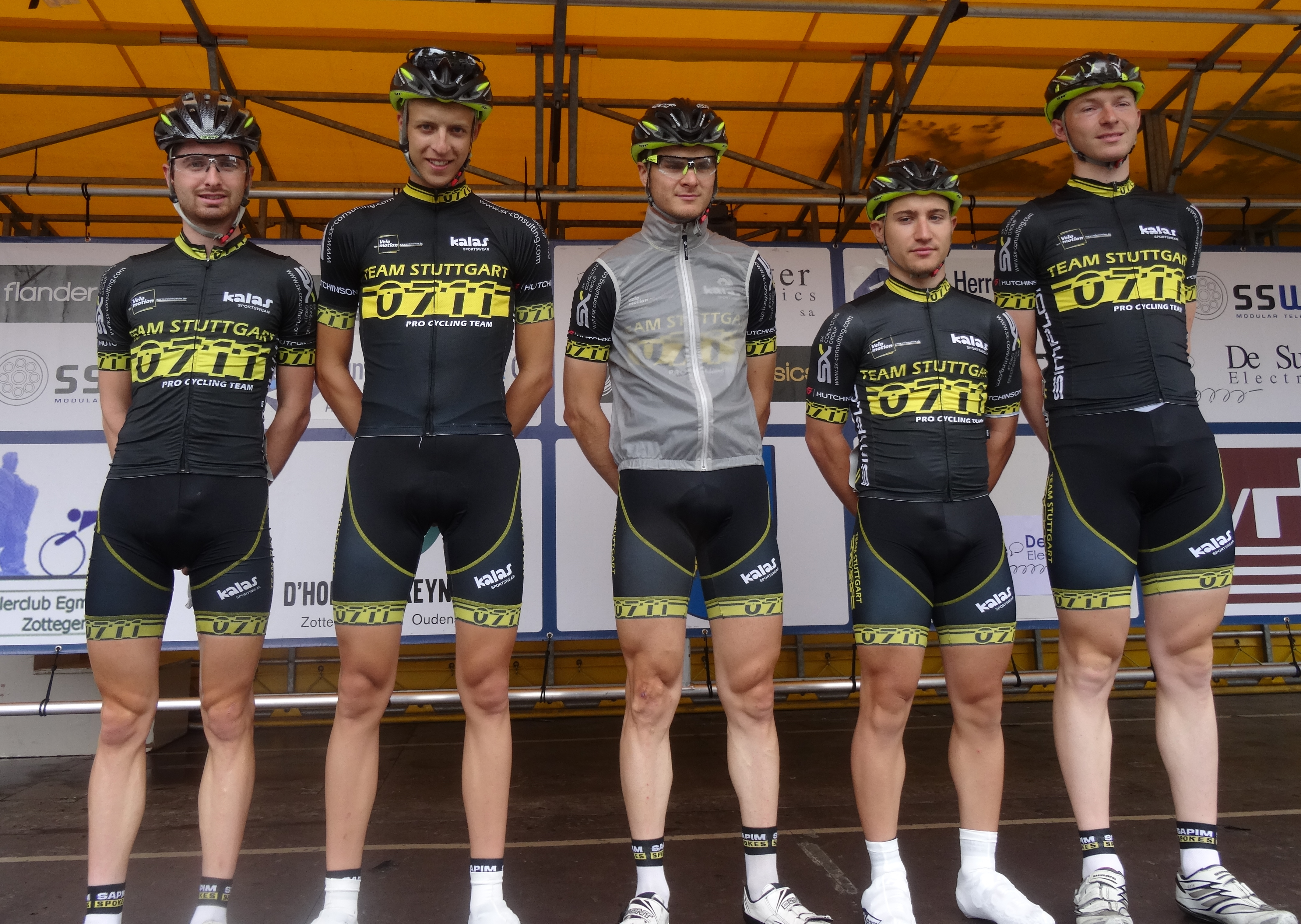
L'équipe lors du Circuit Het Nieuwsblad espoirs 2014.

Douze coureurs et un stagiaire constituent l'effectif 2014 de l'équipe.
| Cycliste             | Date de naissance | Nationalité | Équipe 2013       |
| -------------------- | ----------------- | ----------- | ----------------- |
| Jack Cummings        | 2 janvier 1994    | Australie   | Thüringer Energie |
| Nikodemus Holler     | 4 mai 1991        | Allemagne   | Thüringer Energie |
| Kai Kautz            | 5 novembre 1987   | Allemagne   | Stuttgart         |
| Alexander Krieger    | 28 novembre 1991  | Allemagne   | Rad-net Rose      |
| Georg Loef           | 22 juin 1994      | Allemagne   | Stuttgart         |
| Christopher Muche    | 28 février 1992   | Allemagne   | Rad-net Rose      |
| Florian Nowak        | 26 janvier 1995   | Allemagne   |                   |
| Martin Reinert       | 25 février 1992   | Allemagne   |                   |
| Tino Thömel          | 6 juin 1986       | Allemagne   | NSP-Ghost         |
| Marc-Andre Tzschupke | 23 février 1994   | Allemagne   | Stuttgart         |
| Max Walsleben        | 23 juin 1990      | Allemagne   | Nutrixxion Abus   |
| Marcel Weber         | 20 septembre 1988 | Allemagne   | Stuttgart         |
| Stagiaire            | Date de naissance | Nationalité | Équipe 2014       |
| Arnold Fiek          | 13 octobre 1993   | Allemagne   | LV Rothaus Baden  |

Portraits
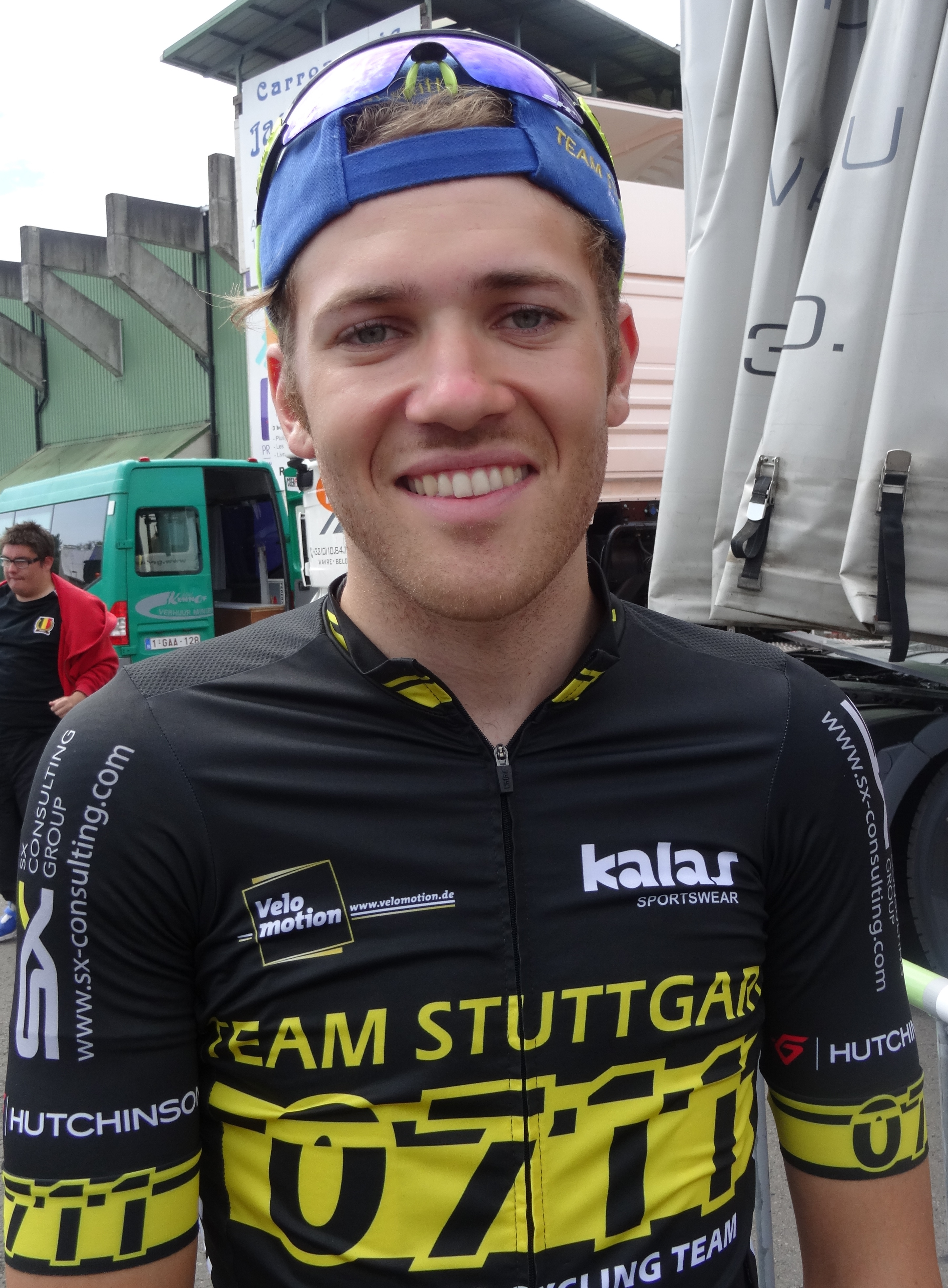
Jack Cummings.
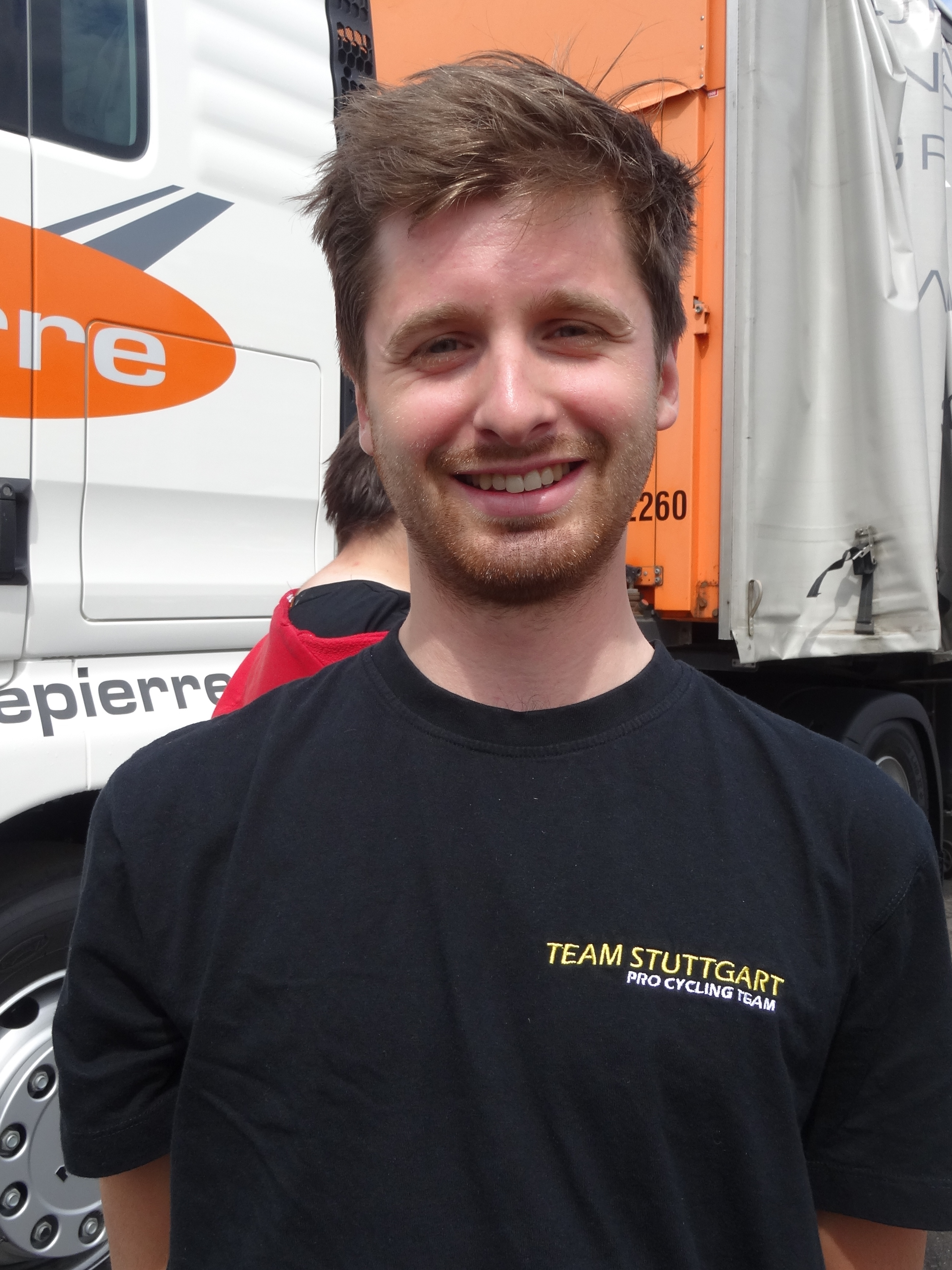
Nikodemus Holler.
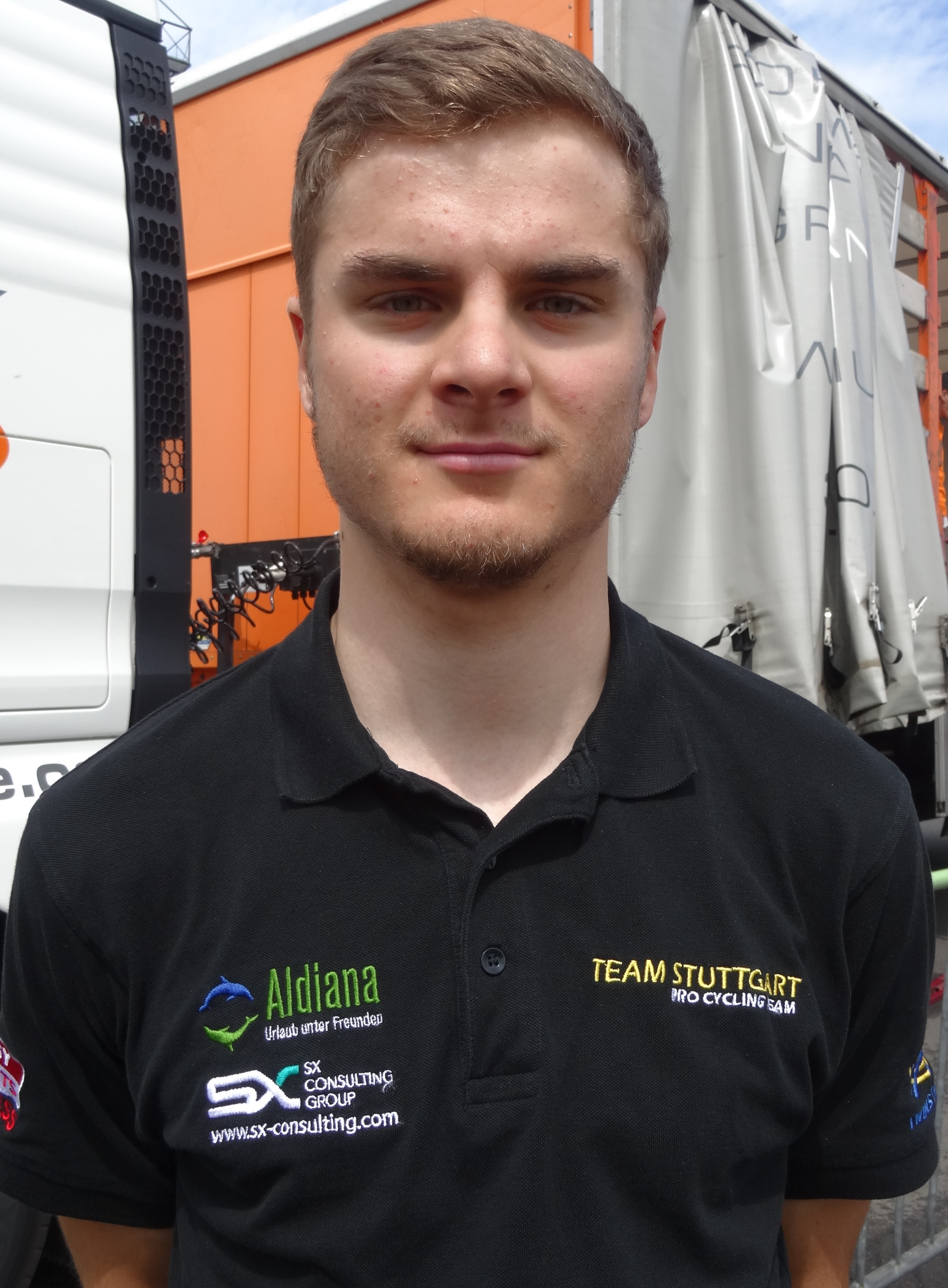
Alexander Krieger.
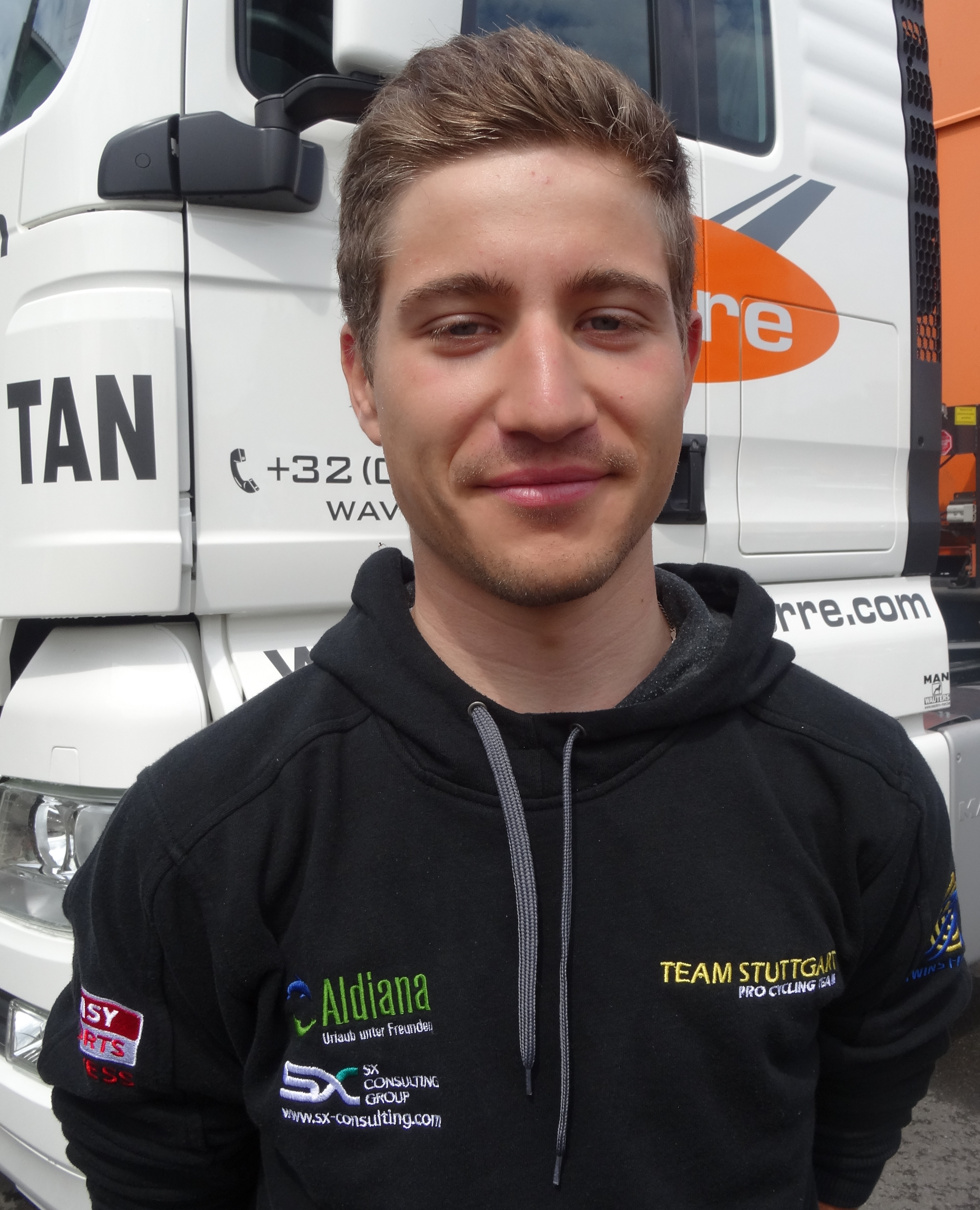
Martin Reinert.
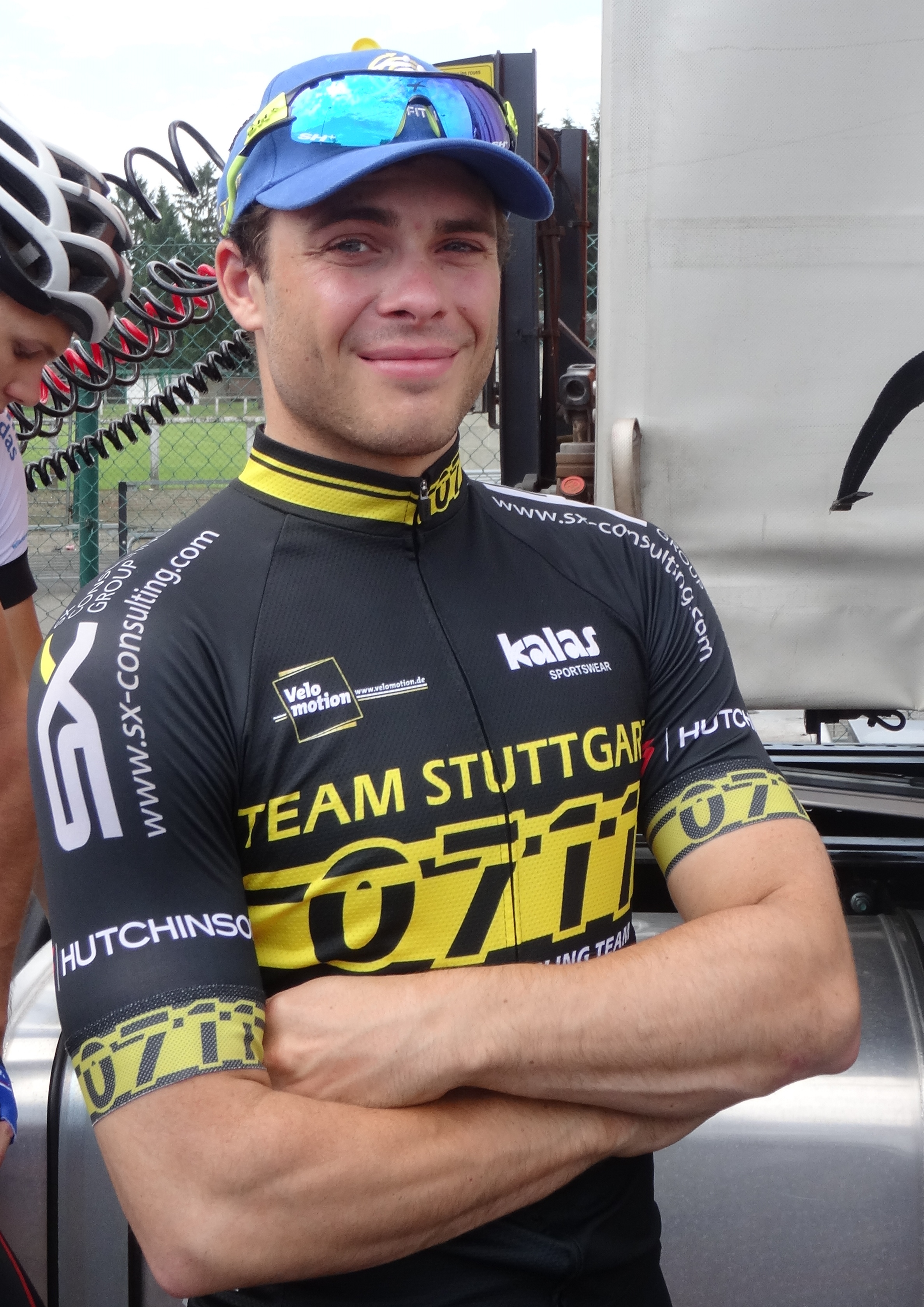
Tino Thömel.

## Bilan de la saison

### Victoires
| Date       | Course                      | Pays  | Classe | Vainqueur   |
| ---------- | --------------------------- | ----- | ------ | ----------- |
| 04/09/2014 | 6e étape du Tour de Chine I | Chine | 2.1    | Tino Thömel |

### Classements UCI

#### UCI Asia Tour
L'équipe Stuttgart termine à la 52e place de l'Asia Tour avec 55 points. Ce total est obtenu par l'addition des points des huit meilleurs coureurs de l'équipe au classement individuel, cependant seul un coureur est classé,.
| Rang | Coureur     | Points |
| ---- | ----------- | ------ |
| 63   | Tino Thömel | 55     |

#### UCI Europe Tour
L'équipe Stuttgart termine à la 82e place de l'Europe Tour avec 99 points. Ce total est obtenu par l'addition des points des huit meilleurs coureurs de l'équipe au classement individuel, cependant seuls deux coureurs sont classés,.
| Rang | Coureur           | Points |
| ---- | ----------------- | ------ |
| 144  | Alexander Krieger | 89     |
| 750  | Tino Thömel       | 10     |